# 코르보노
코르보노(Corbonod)는 프랑스 오베르뉴론알프 앵주의 코뮌이다.

## 지리
벨레 아롱디스망, 플라토도트빌 캉통에 속해 있으며, 위스제론 코뮌공동체의 일원이다. 론강의 우안에 위치해 있으며 세셀 (오트사부아주) 건너편, 세셀 (앵주) 북쪽에 위치해 있다. 
뷔제 지방 동쪽의 앵주, 사부아주, 오트사부아주의 세 데파르트망이 맞닿는 경계지점에 위치해 있다. 농업과 포도주 생산에 주력하는 중산간 마을이다.
코뮌 내에는 북에서 남으로 오르바뉴 (Orbagnoux), 퓌티에르 (Puthier), 실랑 (Sylan), 에트랑지나 (Etranginaz), 에일루 (Eilloux), 지녜 (Gignez), 코르보노 (Corbonod), 망생 (Mancin), 퐁텐 (Fontaine), 라트리유 (la Trille), 샤르보니에르 (Charbonnières), 레마 (Rhémaz) 등 12개의 작은 마을이 속해 있다.

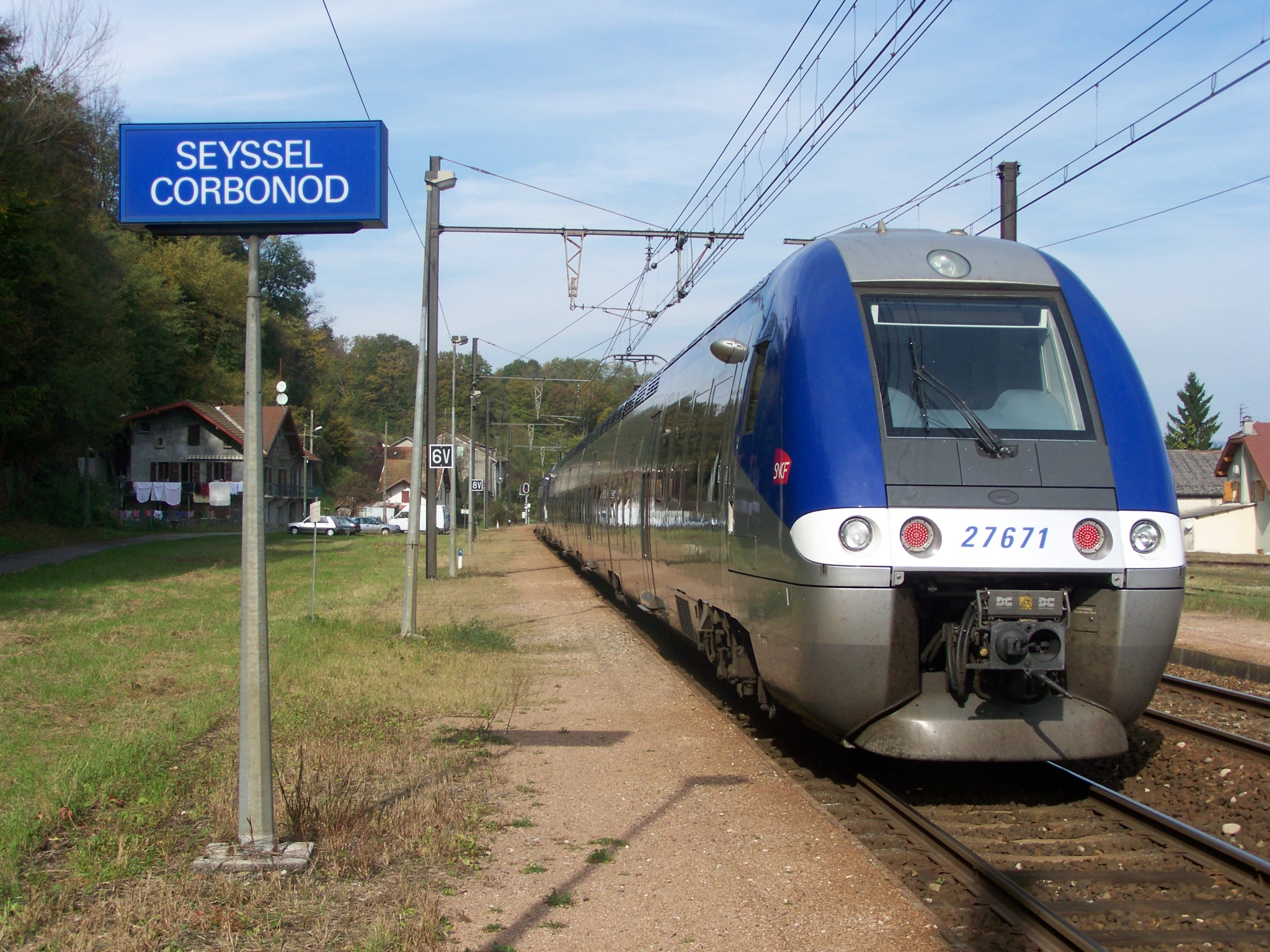
세셀-코르보노역의 TER 열차

이웃마을 세셀 인근에 세셀-코르보노역이 있어 이곳에서 철도 이용이 가능하다.

## 특산품
코르보노는 와인 생산지로 다음과 같은 제품을 생산한다.
- 라 루세트 뒤 뷔제 (La Roussette du Bugey)
- 라 몰레트 (La Molette) - 화이트 와인

## 같이 보기
- 앵주의 코뮌 목록